# Vojska spasa
Vojska spasa (eng. Salvation Army), međunarodna vjerska (metodistička) organizacija; uređena na vojnički način. Osnovao ju je 1865. metodistički pastor William Booth.
Njeno međunarodno sjedište nalazi se na broju 101 ulice Kraljice Viktorije u East Endu.
Ne koriste sakramente, pa su u jednu ruku slični kvekerima. Sin Williama Bootha, William Bramwell Booth uspostavio je temeljna načela rada Vojske spasa na vojnim načelima, a svoga je oca proglasio generalom.
Vrhovni poglavar vojske je general. Dopušteno je ređenje žena kao pripadnika Vojske spasa.
Članovi Vojske spasa ne smiju piti alkohol, pušiti, kockati, koristiti pornografiju, baviti se okultnim, i još neke stvari. Veliki dio prihoda članovi daju vojsci, a posebno su aktivni nakon Drugog svjetskog rata.
Svoj nauk promiče masovnim okupljanjima na ulicama uz svirku, pjesmu i povorke, bavi se misionarstvom, karitativnim i socijalnim akcijama, organizira domove za beskućnike, sirotinjske kuhinje i drugo.